# Меладзе Павло Григорович
Павло Григорович Меладзе (1898, село Башкічеті Борчалінського повіту Тифліської губернії, тепер місто Дманісі, Грузія — розстріляний 28 червня 1937, місто Тбілісі, тепер Грузія) — грузинський радянський партійний діяч, 2-й секретар ЦК КП(б) Грузії, відповідальний секретар Абхазького обласного комітету КП(б) Грузії.

## Біографія
Член РКП(б) з 1918 року.
У травні 1929 — 1930 року — відповідальний секретар Абхазького обласного комітету КП(б) Грузії.
12 вересня — 14 листопада 1931 року — 3-й секретар ЦК КП(б) Грузії.
14 листопада 1931 — жовтень 1932 року — 2-й секретар ЦК КП(б) Грузії.
До лютого 1937 року працював в апараті Ради народних комісарів Грузинської РСР.
20 лютого 1937 року заарештований органами НКВС Грузинської РСР. У квітні 1937 року виключений із партії. 28 червня 1937 року розстріляний.
Посмертно реабілітований.